# Rob Pardo
Rob Pardo (9 de juny de 1970) és vicepresident executiu de disseny a Blizzard Entertainment. Anteriorment, va ser el dissenyador principal de World of Warcraft. El 2006, va ser nomenat per la revista Time com una de les 100 persones més influents en el món.

## Videojocs
Rob Pardo ha estat partícip dels següents jocs:
Dissenyador en cap
- World of Warcraft: Wrath of the Lich King
- World of Warcraft: The Burning Crusade
- World of Warcraft
- Warcraft III: The Frozen Throne
- Warcraft III: Reign of Chaos
- StarCraft: Brood War

Dissenyador
- Diablo II
- Warcraft II: Battle.net Edition
- StarCraft

Productor
- Mortal Kombat Trilogy
- Tempest X3
- Whiplash